# Nuoli (fartyg)
Nuoli (tidigare MTV 5 i finländsk tjänst) var en finländsk motortorpedbåt av Thornycraft-typ som tjänstgjorde under andra världskriget.
Thornycraftmotortorpedbåtarna avfyrade sina torpeder genom att fälla dem efter båten och sedan gira undan. Detta kunde vara ganska knepigt i de trånga farvattnen i Finska viken.
År 1942 hade de fyra Thornycroftbåtarna bilder av esskort målade på sina styrhytter. Nuoli hade hjärter ess, Vinha hade klöver ess, Syöksy hade ruter ess och Raju spader ess.
År 1943 överfördes den föråldrade Nuoli till Ladoga och utrustades med en 20mm kanon och tre minor.

## Båtar av klassen
- Syöksy
- Nuoli
- Vinha
- Raju